# The Early Days
The Early Days е изчерпателно документално DVD за първите години от историята на метъл групата Айрън Мейдън включващо периода от началото в Йист Енд през 1975 до триумфалния „Piece of Mind“ (1983). Достига първо място в класациите на Великобритания, Швеция и Финландия. Мулти-платинен по продажби в Канада, платинен в САЩ, златен в Англия във Финландия.

### Диск едно

#### Live at the Rainbow (21 декември 1980)
1. „The Ides of March“
2. „Wrathchild“
3. „Killers“
4. „Remember Tomorrow“
5. „Transylvania“
6. „Phantom of the Opera“
7. „Iron Maiden“

#### Звяр над Hammersmith (20 март 1982)
1. „Murders in the Rue Morgue“
2. „Run to the Hills“
3. „Children of the Damned“
4. „The Number of the Beast“
5. „22 Acacia Avenue“
6. „Total Eclipse“
7. „The Prisoner“
8. „Hallowed Be Thy Name“
9. „Iron Maiden“

#### На живо от Дортмунд (18 декември 1983)
1. „Sanctuary“
2. „The Trooper“
3. „Revelations“
4. „Flight of Icarus“
5. „22 Acacia Avenue“
6. „The Number of the Beast“
7. „Run to the Hills“

### Диск Две

#### На живо от Ruskin Arms (1980)
1. „Sanctuary“
2. „Wrathchild“
3. „Prowler“
4. „Remember Tomorrow“
5. „Running Free“
6. „Transylvania“
7. „Another Life“
8. „Phantom of the Opera“
9. „Charlotte the Harlot“

#### Бонус
1. „Running Free“ (Live on Top of the Pops 1980)
2. „Women in Uniform“ (На живо от Top of the Pops 1980)
3. „Running Free“ (На живо от Rock and Pop, Германия 1980)

#### Промоционални клипове
1. „Women in Uniform“
2. „Run to the Hills“
3. „The Number of the Beast“
4. „Flight of Icarus“
5. „The Trooper“

В добавка към DVD-то има фото галерия с повече от 150 снимки, картинки, дискографията и програма за турнетата.